# 議長決裁
議長決裁（ぎちょうけっさい）は、議会などで採決を行って可否同数となった場合、議長自身がその議案の可決・否決を決めることをいう。
英語では英米で表現が異なる。イギリスでは casting vote（キャスティング・ボート、議長の投じる票）、アメリカでは tie-breaking vote（均衡を破る票）、または単に tie break（タイブレーク）ともいう。

## 日本

### 概説
日本国憲法は国会の議事において可否同数となった場合は、議長の決するところによるとする（日本国憲法第56条第2項）。
憲法56条第2項にいう「議長」とは、役職としての両議院の議長という意味ではなく、会議を主宰し議事進行時に現に議長席にあって議事を整理している者を指すと解されている。したがって、副議長や仮議長の場合もある。また、委員会の委員長も憲法56条2項の「議長」には含まれると解されている。ただ、一般には委員会の場合は区別のために委員長決裁と呼ばれている。
また、「可否同数」の意味については、賛成投票が反対投票に無効投票や棄権を含めた数と同数であるときであるとする説と、賛成投票が反対投票と同数であるときであるとする説に分かれる。実際には賛成と反対が同票のときをもって「可否同数」とされている。
可否同数となった場合、議長は「可否同数であります。可否同数のときは、憲法第五十六条第二項の規定により、議長が決することになっております。議長は（可/否）と決します。よって、本案は（可決/否決）されました」と宣言する。
憲法56条2項にいう「議事」については選挙を含むとする説と含まないとする説がある。「議事」に選挙を含まないとする説では当然に議長決裁権は行使されることはないことになる。一方、「議事」に選挙を含むとする説をとっても、選挙の性質上、「可否同数」ということを観念できないため憲法56条2項の適用はないとされ、その結果、両説いずれをとっても同じ結論となる。議院規則では選挙で可否同数となった場合についてはくじで決することとしている（くじで決することについては議長選挙につき衆議院規則8条2項・参議院規則9条に定めがあり、副議長選挙につき衆議院規則9条2項・参議院規則11条2項、常任委員長選挙につき衆議院規則15条1項・参議院規則16条1項、事務総長選挙につき衆議院規則16条1項・参議院規則17条1項、仮議長選挙につき17条・参議院規則19条、内閣総理大臣指名選挙につき衆議院規則18条3項・参議院規則20条3項でそれぞれ議長選挙の方法が準用されている）。
地方公共団体においても議会の議長には議長決裁権が認められている（地方自治法第116条第1項）。
歴史的には大日本帝国憲法下においても「両議院ノ議事ハ過半数ヲ以テ決ス可否同数ナルトキハ議長ノ決スル所ニ依ル」と定められていた（大日本帝国憲法第47条）。
なお、議決に特別多数を要する事項については議長決裁を認める余地はない。

### 議長決裁権の本質
議長決裁権の本質については、議事整理権のある者には表決権とは別に決裁権が認められているとする説（二重表決権説）と議長決裁権とは議長の表決権にほかならないとみる説（そのために通常議長は表決に加わらないとみる）がある。
- 議事整理権のある者には表決権とは別に決裁権が認められているとする説（二重表決権説）

議長決裁権は副議長や仮議長が行使する場合もあり、この説の解釈では議事整理を行う者であれば表決権の上にさらに決裁権が付与されることになるが、これは不確定の授権であり重大な疑義があると疑問視されている。
- 議長決裁権とは議長が議員の立場で持つ表決権にほかならないとみる説

通常は行使されない議長の表決権が可否同数の場合に議長決裁権という形で行使されているとみる。この説は議事の議決前に自己の意思を表決で示すことは公平無私が要求される議長職の性質からみて妥当でないこと等々の点から、議長は通常は表決権を行使せず決裁権のみを行使することが妥当であるとされる点を根拠とする。実際、日本の国会の両院議長や委員会の委員長、地方公共団体の議会の議長は表決に加わっておらず本説と合致する（国会の両院の議長は表決に加わらない（昭和53年衆議院先例集308、昭和53年参議院先例録59）。委員会の委員長も表決権を行使していない。旧帝国議会の議長も通常の表決には加わらないのが例であった。地方公共団体の議会の議長も議長決裁権を行使しうる場合には議決に加わる権利を有しないとされる（地方自治法第116条第2項））。

### 議長決裁権の判断
議長決裁権については消極に判断すべきとする説と積極・消極のいずれにも自由に判断しうるとの説がある。
会議原則の一つである現状維持の原則によれば議長決裁は消極的・現状維持的に行使されることが基本と考えられている。これは否決しておくことで再度審議の機会を与えることや現状打破の責任を公平の立場にあるべき議長が負うべきでない点に根拠を置いている。ただ、可否同数の場合にはこのような一定の政治的配慮が適当ではあるものの、日本国憲法第56条第2項は議長決裁の消極的・現状維持的な行使を法的にも要求するものではないと解されている。上のように少なくとも日本においては国会の両院の議長は表決に加わらないものとされていることから、議長決裁権とは本質的には通常議長が行使しない表決権が可否同数の場合に議長決裁という形で行使されているものと解されている。このことから議長の決裁権がもともと自らの議員としての表決権であるとすれば、理論上はいずれにも自由に判断しうると解され、可否同数の場合には一定の政治的配慮が適当であるが最終的には議長の判断ないし責任に委ねたものと解されている。
旧憲法下の帝国議会では、慣例として「議長決裁は消極的にする」ことが原則とされていたが、予算案はこの限りではなく、予算案を否決してしまうと年度内に予算が成立しない恐れがある場合などは、混乱を避けるため議長は可決の決裁をするということが申し合わされていた。
新憲法下では決裁は議案に応じて議長や委員長が自由な判断により決するようになっている。国会の本会議で議長決裁が行われたことはこれまでに2例存在する。
| 採決                       | 議院   | 議長                | 案件                                                         | 可  | 否  | 決裁 |
| -------------------------- | ------ | ------------------- | ------------------------------------------------------------ | --- | --- | ---- |
| 1891年（明治24年）12月17日 | 衆議院 | 津田真道 （副議長） | 商法及び商法施行条例の一部施行に関する法律案の第三読会開会案 | 64  | 64  | 否決 |
| 1897年（明治30年）3月15日  | 衆議院 | 鳩山和夫            | 自家用酒税法改正案の第二読会開会案                           | 54  | 54  | 否決 |
| 1897年（明治30年）3月24日  | 衆議院 | 鳩山和夫            | 重要輸出品同業組合法案の第二読会開会案                       | 87  | 87  | 否決 |
| 1907年（明治40年）3月27日  | 衆議院 | 杉田定一            | 第二女子高等師範学校位地に関する建議案                       | 131 | 131 | 否決 |

| 採決                       | 議院   | 議長     | 案件 | 可  | 否  | 決裁 |
| -------------------------- | ------ | -------- | --- | --- | --- | ---- |
| 1975年（昭和50年）7月4日   | 参議院 | 河野謙三 | 政治資金規正法改正案                                                                                      | 117 | 117 | 可決 |
| 2011年（平成23年）3月31日0 | 参議院 | 西岡武夫 | 国民生活等の混乱を回避するための平成二十二年度における子ども 手当の支給に関する法律の一部を改正する法律案 | 120 | 120 | 可決 |

## イギリス
議会制度発祥の国イギリスの下院にも議長決裁権があるが、その基本は「現状維持」であり、行使にあたっては「デニソン議長の規範 (en:Speaker Denison's rule)」と呼ばれる指針が厳格に守られている。その大要は「のちになって覆すことができない結果をもたらすような決定を議長はしてはならない」という理論である。
それに基づいたルールのひとつが、「政府提出法案の採決が可否同数に割れた場合、議長は常に政府寄りの決裁票を投じるべきである」というものである。これを考えるにあたっては、イギリスの議会制度が日本とは異なり、審議入りするかを決める第一読会、法案の概要の賛否を議論する第二読会、委員会での修正を受け入れるかを決める報告段階、そして法案の最終決定をする第三読会と、複数の採決のステージがあることを踏まえなければならない。政府提出法案が可否同数となり、これに議長が否決の決裁票を投じたとしたら、それにより法案は即刻廃案となり、立法府による行政府の否定ということを意味する。敗北した政府は総辞職するか下院を解散することがあり得る。こうなると、どちらに転んでも行政府または立法府の構成員が全員クビになるので、これが「覆すことができない結果」である。一方、議長が可決の決裁票を投じるということは、次のステージに結論を持ち越すことになり、当面のあいだは政府を（または政府の政策を）存続させ、次のステージで決着を目指すことを意味する。この決定は「覆すことができる結果」である。
一方、基本原則は「現状維持して先伸ばし」であるので、議長が反対票を投じる事もある。審議打ち切りの動議や修正案（出されている法案を変えるかどうか）については、賛否同数になれば、「審議を続けるべき」、「現状維持にすべき」との視点から、否決とされる。

## ニュージーランド
ニュージーランドの下院にもかつてはイギリスと似た議長決裁権があったが、今日ではこれが廃止されている。議長は他の下院議員と共に採決に加わる。可否同数となった法案は過半数に満たなかったので否決されたものとして扱われる。

## アメリカ合衆国
合衆国議会や各州議会などのアメリカ合衆国の議会での議長決裁は、党派的立場からの決定となることが通常である。

### 合衆国上院
合衆国上院では副大統領が兼務すると定められている議長が議長決裁権を持つ。議員規則により上院議長たる副大統領は討論や通常の表決に加わる権利を持たず、また普段の議事進行役は仮議長代行が務めるが、表決結果が可否同数の場合には議長たる副大統領が議長決裁を行う。仮議長や仮議長代行は一議員として通常の投票を行い、議長決裁は行わない。
アメリカにおける議会は「多数派」と「少数派」の2会派で構成され、院内の役職のうち主導的な地位は「多数派」に割り当てられる。同国の二大政党である民主党と共和党の院内会派のうち議員数の多い側が「多数派」とされるが、議員数が両会派同数である際には、決裁票を投じる議長すなわち副大統領の属する政党の会派が「多数派」の地位を得る。
例えば2000年の上院改選の結果、両会派の議席が50対50となった。2001年1月3日から始まった第107議会は民主党のアル・ゴア副大統領の残存任期中のため、民主党会派が「多数派」となる「民主党支配」であったが、1月20日から共和党の正副大統領の任期が始まったため「共和党支配」となった。2021年からの第117議会も同様に、共和党から民主党に「多数派」が交代している。
なお、所属政党の枠を超えた交差投票（クロスボーティング）がなされることが一般的であるため、両会派の議員数が同数の場合でも議長決裁に至ることは少ない。逆に、両会派の議員数が異なる場合でも本会議採決の結果が可否同数となって上院議長が議長決裁権を行使することもある。フィリバスター宣言による議事停止を解除するには6割の賛成を要することから、激しい反対のある議案を議長決裁により可決することは困難である。
1789年以来、2021年12月8日までに、283件の議長決裁が行われている。